# El Alto megye
El Alto egy megye Argentínában, Catamarca tartományban. Székhelye El Alto.

## Települések
A megye a következő nagyobb településekből (Localidades) áll:
- El Alto
- Guayamba
- Infanzón
- Los Corrales
- Tapso
- Vilismán

Kisebb települései (Parajes):
| - Achalco - Albigasta - Ayapaso - Bajo Hondo - Calera del Sauce - Cana Cruz - Chañar Laguna - Choya Viejo - Collagasta - Colonia de Achalco - Corpus Yaco - Corralito - El Chuapi - El Durazno - El Hornito - El Lindero - El Molino - El Pantanillo - El Puestito - El Rosario - Estancia de Jerez - Francisco Lorenzo - Guanaschi - Huaico Honco | - Ichipuca - Iloga - Inacillo - La Bebida - La Calera - La Chilca - La Costa - La Higuera - La Huerta - La Quebrada - La Quebrada Honda - La Tuna - Las Cananas - Las Cuestecillas - Las Encrucijadas - Las Juntas - Las Piedritas - Los Álamos - Los Algarrobos - Los Mertecos - Los Pozos - Los Sauces - Los Tarquitos - Ojo de Agua | - Oyola - Pozo Grande - Puerta de Molle Yaco - Puesto de Názar - Puesto Ponce - Río Los Morteros - Rodeo Chiquito - San Francisco - San Jerónimo - San Martín - Sauce Huacho - Simogasta - Tabigasta - Taco Yaco - Talasi - Tintigasta - Villa El Alto - Villa Isabel - Villapa de Arriba - Yaco Yaci |

## Gazdaság
A gazdaság alappillére a mezőgazdaság és a bányászat. A Capillitas bánya a legmagasabb ásványi bánya Argentínában.